# Liste des évêques et archevêques d'Arles
La liste des évêques puis archevêques d'Arles recense le nom des évêques qui se sont succédé sur le siège archiépiscopal d'Arles, du IIIe siècle jusqu'à sa suppression à la Révolution le 12 juillet 1790, dans la région historique de la Provence, dans l'actuel département des Bouches-du-Rhône, en France. Arles est le siège de l'archevêché.

## Antiquité
- v. 250 : Trophime d'Arles
- 254-257 : Marcianus ; évêque connu, non mentionné sur les diptyques épiscopaux[1].
- ...........  : Dionisius dit aussi à tort Dionysius l'Aréopagite; indiqué comme le successeur de Trophime, il s'agit probablement du futur saint Denis de Paris[2].
- ...........  : Regulus[3], dit aussi Rieul d'Arles; mentionné comme le successeur de Dionisius, il aurait exercé son épiscopat plusieurs années[4] avant l'aller évangiler le nord de la Gaule et devenir évêque de Senlis.
- ...........  : Félicissime, évêque itinérant venu de Rome qui aurait succédé à Regulus; non mentionné sur les diptyques épiscopaux repris dans la GCN[5].
- 313-314 : Marinus ou Marin
- ...........  : Martinus; non connu, mais mentionné sur les diptyques épiscopaux[1],[3].
- ...........  : Nicaise, Nicasius ou Nicassius ; non connu, mais mentionné sur les diptyques épiscopaux[1],[3], probablement l'ancien diacre de Marinus.
- ...........  : Crescentius ; non connu, mais mentionné sur les diptyques épiscopaux[1],[3].
- 343-347 : Valentinus ; évêque connu, non mentionné sur les diptyques épiscopaux[1].
- 347-361 : Saturnius, déposé pour arianisme; non mentionné sur les diptyques épiscopaux[1].
- 361-385 : Concordius
- ...........  : Gratius ; non connu, mais mentionné sur les diptyques épiscopaux[1].
- ...........  : Ambrosius ; non connu, mais mentionné sur les diptyques épiscopaux[6] ; il pourrait s'agir d'une référence flatteuse à saint Ambroise[7].
- ...........  : Martinus ; non connu, mais mentionné sur les diptyques épiscopaux[6] ; il pourrait s'agir d'une référence flatteuse à saint Martin[8].
- 394-401 : Ingenuus, dit également Ingenu.
- ...........  : Augustinus ; non connu, mais mentionné sur les diptyques épiscopaux[1]; il pourrait s'agir d'une référence flatteuse à saint Augustin[7].
- ...........  : Geronimus ; non connu, mais mentionné sur les diptyques épiscopaux[1]
- ...........  : Savinus ; non connu, mais mentionné sur les diptyques épiscopaux[6]
- 408-412 : Heros ; nommé par l'usurpateur Constantin III et chassé par Constance.
- 412-426 : Patrocle ; meurt assassiné en 426 par le magister militum Felix.
- 426-426 : Euladius, appelé aussi Helladius ou Hellade ; longtemps douteux bien que mentionné sur les diptyques épiscopaux[1].
- 427-430 : Honorat, le saint Honorat de l'Église.
- 430-449 : Hilaire
- 449-455 : Ravennius ; une incertitude demeure sur la date de sa mort († 455 ou av.462) et son successeur.

## Moyen Âge
- 456-461 : Augustal, évêque parfois évoqué;  ne figure pas sur les diptyques épiscopaux, mais référencé dans la GCN (ap.455-av.462).
- 461-484 : Léonce
- 485-502 : Éon
- 502-502 : Johannes, appelé aussi, selon certaines classifications,  Jean Ier. Bien que non connu, cet archevêque est mentionné sur les diptyques épiscopaux.
- 502-542 : Césaire
- 543-543 : Presaius ; non connu, mais mentionné sur les diptyques épiscopaux[1]. Klingshirn  dans son ouvrage sur Cesaire d’Arles signale que rien ne peut prouver ou non l’existence de Presaius[9].
- 543-546 : Auxanius,  appelé aussi Osanius.
- 546-551 : Aurélien
- 552-586 : Sapaudus, préside le concile de Paris de 553.
- 586-588 : Licerius ; mort de la peste.
- 588-588 : Paschasius, appelé aussi Paschase  ; bien que figurant sur les diptyques épiscopaux, son existence est contestée.
- 588-610 : Virgile
- 610-613  : Cyprianus ; il ne figure pas sur les diptyques épiscopaux[1], mais est mentionné après Florianus par Charles-Louis Richard[10] et avant cet archevêque dans la GCN[11]. Dans ces documents, il n’est toutefois pas appelé archevêque. Enfin  Jean-Pierre Papon qui le situe après Florien, en critique l'existence[12].
- 613-614 : Florien ; mentionné comme successeur de Virgile dans les diptyques.
- 632-650 : Theodose ou Theodosius ;  suspendu de ses fonctions par le concile de Chalon-sur-Saône, en 650.

Les diptyques signalent ensuite deux Jean successifs qui pourraient ne faire qu'un seul et même prélat. Cette hypothèse est en général retenue
- 651-675 : Jean Ier, Jean II ou Jean III selon la classification retenue.
- ............ : Anastasius ; non connu, mais mentionné sur les diptyques épiscopaux[1]. Gilles Duport rapporte sans y accorder de crédit les affirmations non sourcées du chanoine Saxi concernant cet archevêque ; d’après ce dernier Anastase aurait succédé à Felix (ce qui est faux) et serait mort en 690. Toutefois les raisons pour lesquelles Duport rejette les affirmations du chanoine (les invasions sarrasines), sont également erronées car les  Sarrasins ne seront pas en Provence avant le milieu des années 710[13].
- ............ : Austrobertus; non connu, mais mentionné sur les diptyques épiscopaux[6]
- 679-682 : Felix ; bien que connu, cet archevêque ne figure pas sur les diptyques épiscopaux.
- 683- ..... : Wolbertus, probablement le premier d'origine franque; La GCN indique Wibertus ou Vulberti

À côté d’informations qui semblent manifestement fausses (ordre Walbertus, Austrobert), le chanoine Saxi mentionne un archevêque ne figurant pas sur les diptyques (Paul Gemmin) et une chronologie datée pour les suivants jusqu’à Ratbertus qu’il fait mourir en 745. En absence d'autres informations, ces dates, hormis pour celles de Ratbertus, sont reprises ici.
- 705-710 :  Aurélien II ; non connu, mais mentionné sur les diptyques épiscopaux[1].
- 710-720 : Policarpus ; non connu, mais mentionné sur les diptyques épiscopaux[1] ; saint local fêté le 26 janvier[15].
- 720-725 : Martinus; non connu, mais mentionné sur les diptyques épiscopaux[6].
- 725-730 : Prothasius[1]
- 730-737 : Paul Gemmin ; mentionné par le chanoine Pierre Saxi et Gilles Duport mais ne figure pas sur les diptyques épiscopaux.
- 737-738 : Imnodius[6]
- 738-740 : Georgins[6]
- 769-769 : Ratbertus, appelé aussi Ratbert ou Rambert.

Après Ratbertus, le chanoine Saxi indique une liste chronologique d'archevêques semblable à celle des diptyques ; en revanche les dates qu'il mentionne, avec une mort supposée de Ratbertus en 745, ne peuvent toutefois, être  retenues.
- Kavisarius[6]
- Wilimaris[6]
- Wiliaris[6]
- Arladis[6]
- 788-794 : Elifantus, appelé aussi Alefantus, Elifant, Alfant.
- Luponi ; non connu, mais mentionné sur les diptyques épiscopaux[1].
- Rustan (mentionné en 806); non référencé dans la GCN et sur les diptyques épiscopaux.
- 811-819 : Jean II, il aurait commencé à fortifier les côtes de Camargue contre les Sarrasins.
- 820-844 : Nothon, dit aussi Noto ou Noton (819 ou 824-844 ou 850)
- 852-869 : Rotland ; enlevé et tué par les Sarrasins en septembre 869 lors d'un raid en Camargue.
- Walter ?; non mentionné par la GCN
- 870-913 : Rostang, appelé aussi Rostaing.
- 913-914 : vacance[17]
- 914-914 : Pons ; il ne prend pas possession de l'archevêché[18].
- 914-962 : Manassès d'Arles, neveu d'Hugues d'Arles; tout en restant archevêque d'Arles, il cumule par la suite plusieurs évêchés et archevêchés italiens dont celui de Milan.
- 963-981 : Ithier
- 981-994 : Anno, se retire à l'abbaye de Cluny.
- 994-1005 : vacance ou archevêque non connu.

Toutefois le chanoine Pierre Saxi, place ici deux archevêques : Ugo de 995 à 997 et Almaric de 997 à 1005, tous deux non inscrits sur les diptyques épiscopaux.
- 1005-1029 : Pons de Marignane, se retire à l'Abbaye Saint-Victor de Marseille.
- 1030-1069 : Raimbaud de Reillanne, dit aussi Raimbaud d'Arles
- 1070-1080 : Aicard d'Arles, appelé aussi en raison de ses origines - les vicomtes de Marseille -, Aicard de Marseille; il usurpe l'archevêché d'Arles entre 1080 et 1098, puis après un intermède, entre 1108 et 1113.
- 1080-1098 : Aicard d'Arles est déposé au concile d’Avignon en 1080[20], mais les Arlésiens interdisent l'entrée de la cité à Gibelin, son successeur désigné. Aicard usurpe alors le titre et la fonction d'archevêque d'Arles, probablement jusqu'en 1098. À propos de cette situation, il convient de souligner l'attitude du pape Urbain II : de passage en France en 1095-1096 pour précher la première croisade (Concile de Clermont en 1095), Urbain II sillonne les villes du Languedoc et de Provence (Montpellier, Nimes, Saint-Gilles, Avignon, Aix, ...) tout en évitant  soigneusement la cité d'Arles alors aux mains d'un évêque banni.
- 1080-1107 : Gibelin ; officiellement archevêque depuis le concile d'Avignon de 1080, Gibelin le devient effectivement vers 1098 après le départ à la croisade d'Aicard puis part lui-même en Palestine à la fin 1107 comme légat du pape et devient patriarche de Jérusalem.
- 1107-1113 : vacance entre décembre 1107 -date du départ de Gibelin en Palestine- et octobre 1115 -date de l'élection d'Atton de Bruniquel-. Toutefois certains historiens (Florian Mazel) suggèrent que l'archevêque Aicard aurait pu retrouver son diocèse entre 1107 et 1113 date où ils situent sa mort.
- 1113-1115 : vacance; la période entre 1113, date du décès d'Aicard, et octobre 1115, date de la nomination du nouvel archevêque Aton ou Atton, montre à l'évidence la persistance des difficultés et des tensions entre puissances locales pour désigner un successeur définitif. L'ancien conflit existant entre la famille comtale et le pape représenté par ses légats d'un côté et la famille vicomtale de Marseille avec ses alliés de l'autre se double à cette époque des difficultés liés à l'implantation de la nouvelle dynastie des comtes de Provence. Cette succession organisée en 1112 par l'ancien abbé de Saint-Victor et support de la politique papale, Richard de Millau désormais archevêque de Narbonne, souligne l'importance de ce personnage qui va réussir à placer sur l'archevêché d'Arles son neveu Atton allié, comme lui et la comtesse de Provence Douce, à la famille des comtes de Millau[21]. Jean-Pierre Papon évoque des sources qui mettent un Guérin (Bernard Garin ?) et un Raimon Ier entre Gibelin et Atton de Bruniquel, tout en signalant que ces deux évêques n'ont certainement jamais siégé[22].
- 1115-1129 : Atton de Bruniquel
- 1129-1138 : Bernard Garin dit également Bernard Guérin, légat du pape.
- 1138-1142 : Guillaume Monge, légat du pape.
- 1142-1160 : Raimon de Montredon
- 1160-1163 : vacance ; pas d'archevêque mentionné sur les listes épiscopales entre les deux Raimon[23]. En revanche, Jean-Pierre Papon y place un certain Sylvius, archevêque de 1156 à 1163[24] ; cette affirmation est à prendre avec précaution, ne serait-ce que par la certitude que Raimon de Montredon est encore archevêque en mars 1159[25] et qu'Octavien, l'antipape Victor IV (7 septembre 1159 - 20 avril 1164) n'est nommé pape par l'empereur qu'en septembre 1159. Néanmoins entre cette date et 1163, date du début de l'archiépiscopat de Raimon de Bollène et probablement celle du décès de ce Sylvius, on peut supposer la présence d'un archevêque dissident qui aurait été effacé des listes épiscopales en raison de son soutien à Victor IV, contre le pape Alexandre III.
- 1163-1182 : Raimon de Bollène
- 1183-1190 : Pierre Isnard
- 1191-1202 : Imbert d'Eyguières
- 1202-1217 : Michel de Mouriès, appelé aussi de Morèse.
- 1217-1217 : Hugues Ier, appelé aussi Uc Ier ou Hughes Ier.
- 1218-1232 : Hugues Béroard, appelé aussi Uc Béroard ou Hugues II.
- 1233-1258 : Jean Baussan; il perd ses prérogatives temporelles sur la ville.
- 1258-1262 : Bertran Malferrat, appelé aussi Bertran ou Bertrand de Malferrat.
- 1262-1266 : Florent, un proche du pape Urbain IV.
- 1266-1273 : Bertran de Saint-Martin, premier archevêque d'Arles nommé cardinal.
- 1274-1281 : Bernard de Languissel, nommé ensuite cardinal-évêque de Porto.
- 1281-1281 : refus de Bertrand-Jean, chanoine d’Agde et auditeur de la chambre apostolique, initialement proposé.
- 1281-1286 : Bertrand Amalric, appelé aussi Bertrand Amaury
- 1286-1303 : Rostaing de la Capre
- 1304-1307 : Peire de Ferrières
- 1307-1310 : Arnaud de Faugères, dit aussi Arnaud de Fougères ou Arnaud de Falguières ; devient ensuite cardinal-évêque de Sabine.
- 1310-1317 : Gaillard de Faugères, dit aussi Gaillard de Fougères ou Gaillard de Falguières, frère du précédent ; devient ensuite archevêque d'Angoulême.
- 1318-1323 : Gaillard de Saumate, dit aussi Gaillard Saumate ou Galhard de Saumate.
- 1323-1341 : Gasbert de Valle, appelé aussi Gasbert de Val, ou Gasbert de La Val ou Guisbert de la Vallée.
- 1341-1348 : Jean de Cardonne, appelé aussi Jean de Cardone.
- 1348-1350 : Étienne Aldebrand, appelé aussi  Étienne Aldebran,  Étienne d'Audebrand, Étienne Aldobrandi ou Étienne de Chambert ; devient ensuite archevêque de Toulouse.
- 1351-1361 : Étienne de La Garde
- 1361-1361 : pour la succession d'Étienne de la Garde, il semble que le pape avait initialement l’intention de transférer Ithier de Jarousse, l’évêque d’Auxerre (1358-1361) à l’archevêché d’Arles, mais Ithier tombe malade à Avignon et meurt le 8 juin 1361.
- 1361-1374 : Guillaume de la Garde, neveu du précédent.
- Melchior de Brunswick (de) (21 juin 1378) ? (douteux) : indiqué par Albanes dans son Gallia Christ. Noviss. mais ne figurant pas sur les diptyques épiscopaux[6] ; archiépiscopat, très bref évoqué sur le site du patrimoine[26].
- 1374-1388 : Pierre de Cros, cardinal.
- 1388-1390 : François de Conzié, appelé aussi  François de Conziè, François de Consié, François de Conzieu ou François de Gonzie ; devient ensuite archevêque de Toulouse puis archevêque de Narbonne.
- 1390-1390 : Raimon, appelé aussi Raimond III ou Raimond IV ; il n'est pas mentionné sur les diptyques épiscopaux et il aurait été nommé par Urbain VI le pape de Rome. Il y aurait donc eu en même-temps deux archevêques d'Arles nommés par les deux concurrents à la tiare.
- 1390-1398 : Jean de Rochechouart, cardinal.
- 1398-1404 : vacance ; après la mort  de Jean de Rochechouart le siège demeure vacant jusqu'en 1405[27], période du Grand Schisme pendant laquelle Pedro de Luna, anti-pape sous le nom de Benoit XIII, nomme successivement plusieurs administrateurs pour le spirituel, se réservant les revenus de l'archevêché[28]. Parmi ces administrateurs, la CGN indique :
  - 1400 : Bardin ou Hardouin, évêque d'Angers[29],
  - 1402 : Guillaume, évêque de Marseille[30],
  - 1403 : Phillippe Sicard, abbé d'Aniane[31].
  - auxquels il faut probablement ajouter Pierre Blavi ou Blau (?,?), un proche à cette époque de Benoist XIII, mentionné comme archevêque d'Arles dans la GCN[6]
- 1404-1410 : Artaud de Mélan
- 1410-1410 : Paul de Sade, évêque de Marseille, est élu le 13 novembre 1410 par le chapitre d'Arles; son élection n'est pas validée par le pape ou plutôt l'antipape Jean XXIII qui impose Jean Allarmet de Brogny.
- 1410-1423 : Jean Allarmet de Brogny, cardinal.
- 1423-1450 : Louis Aleman, cardinal ; il meurt de la peste à Salon-de-Provence.
  - 1440-1449 : En 1440, après l'excommunication de Louis Aleman, Arles est sans archevêque. Robert Damiani, partisan zélé du roi René, évêque de Tibériade puis à partir de 1447 archevêque d'Aix, remplit alors les fonctions épiscopales dans ce diocèse, jusqu'au retour en grâce de Louis en 1449.
- 1450-1462 : Pierre de Foix, cardinal ; il démissionne de sa charge d'archevêque d'Arles en 1462, ou peu avant.
- 1462-1475 : Philippe de Lévis, cardinal.
- 1475-1489 : Eustache de Lévis, cardinal ; frère de Philippe.
- 1489-1489 : cardinal d'Espinay (1489-1489), mort avant d'avoir eu le temps de se rendre dans sa nouvelle métropole[32].
- 1489-1499 : Nicolas de Cibo, neveu du pape Innocent VIII.

## Époque moderne
- 1499-1521 : Jean Ferrier Ier

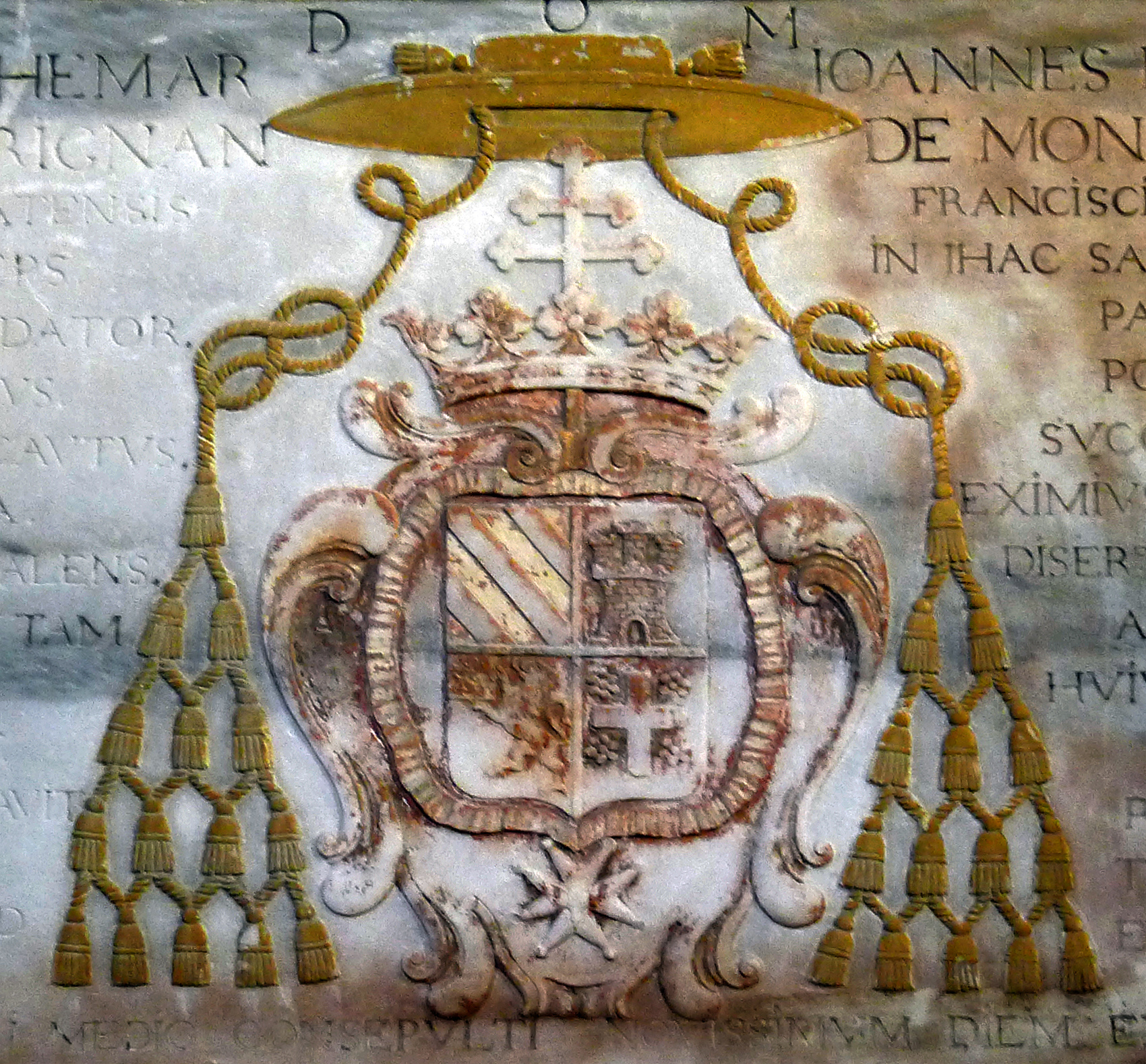
Armes des Adhémar de Monteil de Grignan.

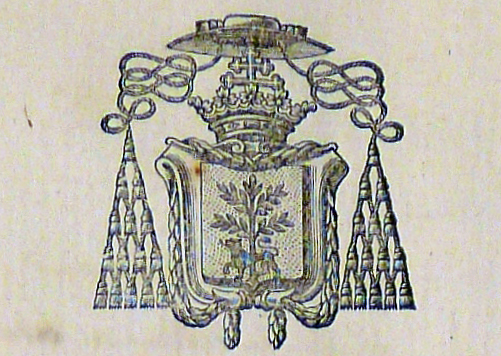
Armes de Jean-Marie du Lau.

- 1521-1550 : Jean Ferrier II, neveu du précédent.
- 1551-1560 : Jacques du Broullat, déposé pour apostasie.
- 1560-1561 : Robert de Lenoncourt, cardinal.
- 1561-1562 : Antoine d'Albon, devient ensuite archevêque de Lyon.
- 1562-1566 : Hippolyte II d'Este, cardinal.
- 1567-1574 : Prosper de Sainte-Croix, cardinal ; il se désiste de sa charge au profit de son neveu Silvio de Sainte-Croix.
- 1574-1598 : Silvio de Sainte-Croix, neveu du précédent, se démet de sa charge épiscopale au profit de son successeur.
- 1598-1603 : Oratio Montano
- 1603-1630 : Gaspard du Laurens
- 1630-1643 : Jean Jaubert de Barrault
- 1644-1689 : François Adhémar de Monteil de Grignan
- 1689-1697 : Jean-Baptiste Adhémar de Monteil de Grignan, neveu du précédent.
- 1697-1710 : François de Mailly, devient ensuite archevêque de Reims puis cardinal.
- 1711-1741 : Jacques II de Forbin-Janson
- 1741-1746 : Jacques Bonne-Gigault de Bellefonds, devient ensuite archevêque de Paris.
- 1746-1775 : Jean-Joseph Chapelle de Saint-Jean de Jumilhac.
- 1775-1790 : Jean-Marie du Lau d'Allemans, dernier archevêque d'Arles (destitué le 12 juillet 1790), il est massacré aux Carmes à Paris, lors de la Terreur révolutionnaire le 2 septembre 1792; béatifié le 26 octobre 1926.